# Jendouba
Jendouba (in arabo جندوبة) è una città della Tunisia nordoccidentale, situata a 154 km da Tunisi e a 50 km dal confine con l'Algeria, capoluogo del governatorato omonimo.
È un importante crocevia commerciale, grazie ai collegamenti stradali con Le Kef, Tabarka, Aïn Draham e Béja.
La principale attività economica è l'agricoltura, tuttavia la città sta conoscendo un buono sviluppo turistico, grazie in particolare agli importanti siti archeologici ubicati nelle vicinanze, quali le rovine dell'antica città romana di Bulla Regia e quelle di Simitthus.